# Dynamos Football Club (Zimbabwe)
Pour les articles homonymes, voir Dynamos Football Club.
Maillots
Actualités
Le Dynamos Football Club est un club zimbabwéen de football basé à Harare.

## Palmarès
- Championnat du Zimbabwe (22)   (record) :
  - Champion : 1963, 1965, 1966, 1970, 1976, 1978, 1980, 1981, 1982, 1983, 1985, 1986, 1989, 1991, 1994, 1995, 1997, 2007, 2011, 2012, 2013, 2014
- Coupe du Zimbabwe (11)  :
  - Vainqueur : 1976, 1985, 1986, 1988, 1989, 1996, 2003, 2007, 2011, 2012, 2023
  - Finaliste : 1968, 1997
- Coupe de la Ligue du Zimbabwe (2)
  - Vainqueur : 1995, 2000
  - Finaliste : 1997, 2001
- Supercoupe du Zimbabwe (4)
  - Vainqueur : 2002, 2008, 2010, 2012
  - Finaliste : 2001, 2009
- Trophée de l'Indépendance (9)
  - Vainqueur : 1983, 1984, 1990, 1995, 1998, 2004, 2010, 2013, 2015
  - Finaliste : 1989, 2001, 2002, 2009
- Ligue des champions de la CAF
  - Finaliste : 1998

## Historique des logos

## Anciens joueurs
- Vitalis Takawira
- Justice Majabvi
- Harlington Shereni
- James Matola
- Cephas Chimedza